# Apristurus profundorum
Apristurus profundorum е вид пилозъба акула от семейство Scyliorhinidae.

## Разпространение и местообитание
Видът е разпространен в САЩ.
Среща се на дълбочина от 1100 до 1750 m, при температура на водата от 3 до 5,8 °C и соленост 34,7 – 35 ‰.

## Описание
На дължина достигат до 54,2 cm.